# Chapáyev (Krasnodar)
Chapaýev (del ruso: Чапаев) es un jútor del raión de Kanevskaya del krai de Krasnodar del sur de Rusia. Está situado en la orilla derecha de la desembocadura del arroyo Jailova en la orilla derecha del río Albashí, 26 km al nordeste de Kanevskaya y 143 km al norte de Krasnodar, la capital del krai. Tenía 70 habitantes en 2010.
Pertenece al municipio Novominskoye.